# Leopold Tempes
Leopold Tempes (4. listopadu 1675, Svitavy – 16. prosince 1742, Těšín) byl jezuitský kněz a jeden z nejvýznamnějších rekatolizátorů Těšínska.
Je pohřben v Jablunkově.